# 터보 (폴란드의 음악 그룹)

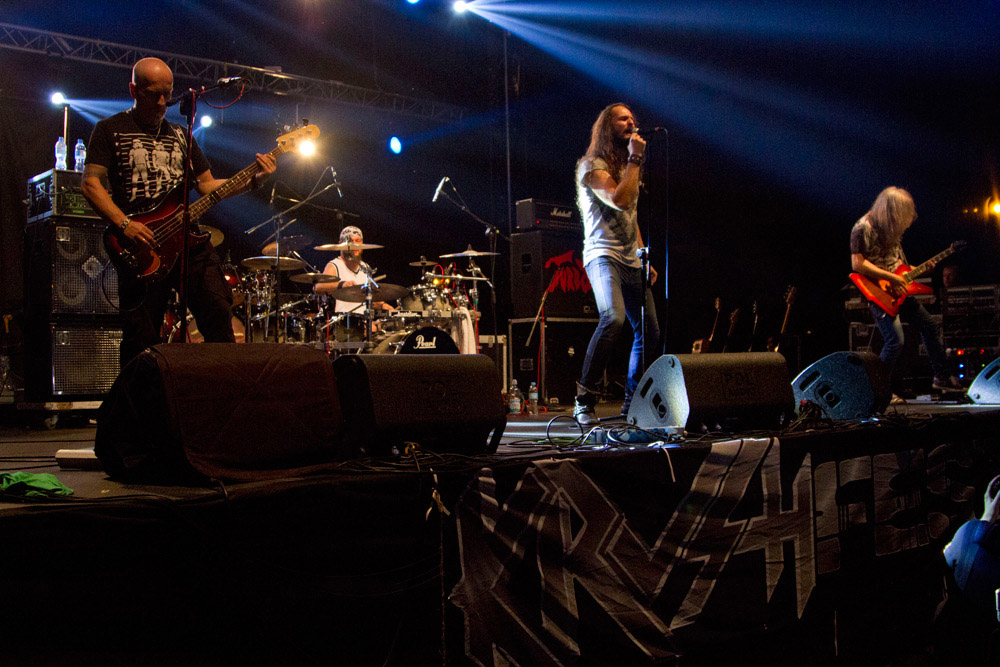

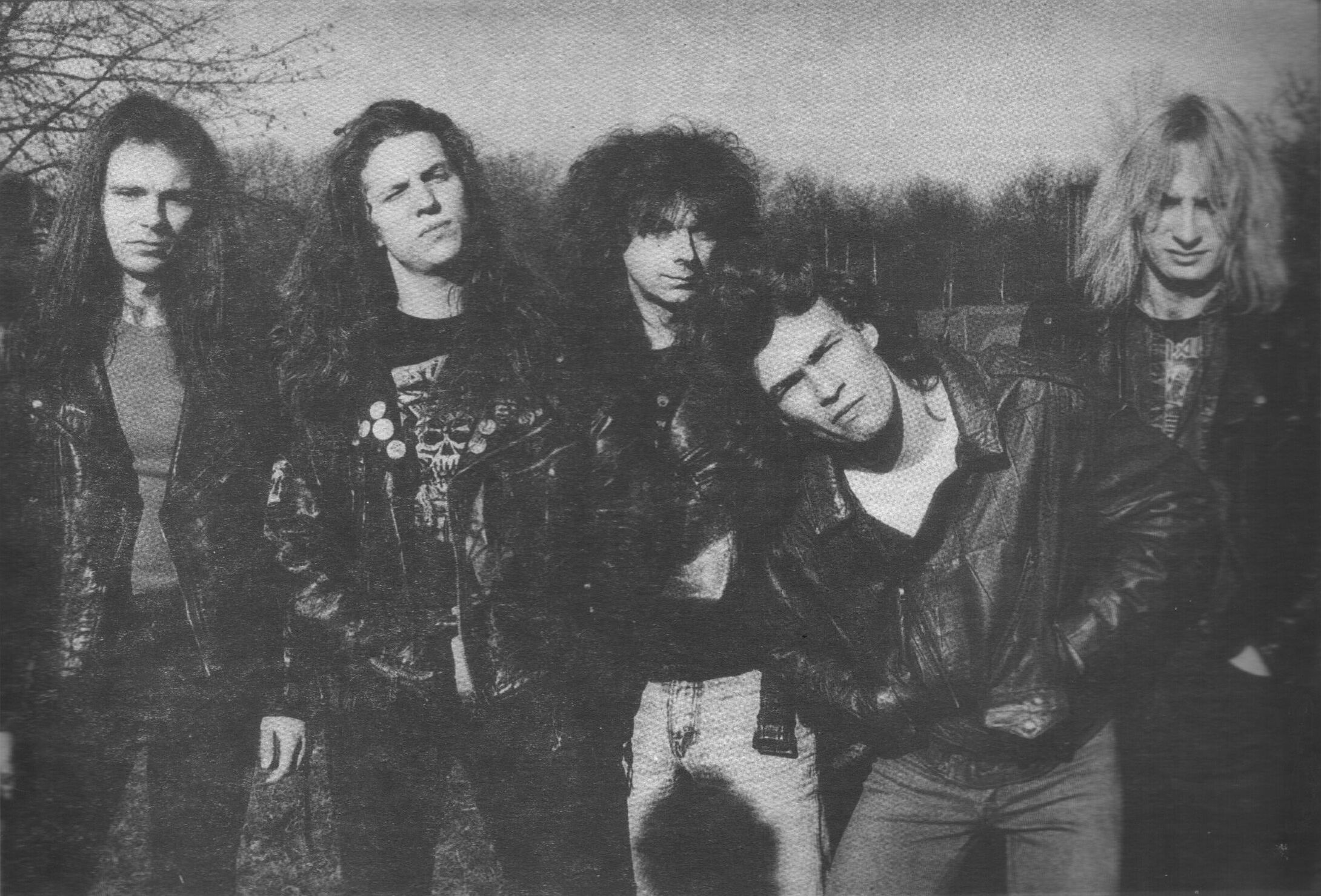

터보(Turbo)는 1980년 1월 폴란드의 포즈난에서 Henryk Tomczak에 의해 시작한 헤바메탈 밴드이다. Henryk Tomczak는 과거에 폴란드의 하드 록 그룹이었던 스트레스(Stress)와 힘(Heam) 소속이었다. 터보는 폴란드의 헤비메탈 분야에서 가장 중요한 밴드들 가운데 하나로 기술된다. 터보의 가장 유명한 음반은 폴란드의 헤비메탈의 한 작품으로 간주되는 Kawaleria Szatana (Satan's Cavalry)이다.